# Lista över fornlämningar i Kävlinge kommun
Lista över fornlämningar i Kävlinge kommun är en förteckning av ett urval av de fornlämningar som finns i Kävlinge kommun.

## Barsebäck
| Namn                                      | Lämningstyp    | Tillkomsttid | Historisk indelning | Plats | Läge                 | ID-nr          | Bild                                      |
| ----------------------------------------- | -------------- | ------------ | ------------------- | ----- | -------------------- | -------------- | ----------------------------------------- |
| Tegelvikshögen (Barsebäck 1:1)            | Hög            |              | Barsebäck, Skåne    |       | 55.764485, 12.914723 | 10118300010001 | Ladda upp en till bild av detta fornminne |
| Stenbocksvallen (Barsebäck 2:1)           | Fästning/skans |              | Barsebäck, Skåne    |       | 55.765586, 12.916963 | 10118300020001 | Ladda upp en till bild av detta fornminne |
| Manhögarna (Barsebäck 3:1)                | Stenkammargrav |              | Barsebäck, Skåne    |       | 55.777401, 12.982119 | 10118300030001 | Ladda upp en bild av detta fornminne      |
| Manhögarna (Barsebäck 3:2)                | Hög            |              | Barsebäck, Skåne    |       | 55.777351, 12.983001 | 10118300030002 | Ladda upp en bild av detta fornminne      |
| Sunrehöj/Bryggeberg högar (Barsebäck 4:1) | Hög            |              | Barsebäck, Skåne    |       | 55.767441, 12.920248 | 10118300040001 | Ladda upp en till bild av detta fornminne |
| Barsebäck 5:1                             | Fästning/skans |              | Barsebäck, Skåne    |       | 55.751126, 12.902052 | 10118300050001 | Ladda upp en till bild av detta fornminne |
| Fermen (Barsebäck 8:1)                    | Hög            |              | Barsebäck, Skåne    |       | 55.753574, 12.911840 | 10118300080001 | Ladda upp en bild av detta fornminne      |
| Fermen (Barsebäck 8:2)                    | Hög            |              | Barsebäck, Skåne    |       | 55.753421, 12.912186 | 10118300080002 | Ladda upp en bild av detta fornminne      |
| Dalhögen (Barsebäck 9:1)                  | Hög            |              | Barsebäck, Skåne    |       | 55.751351, 12.944244 | 10118300090001 | Ladda upp en till bild av detta fornminne |
| Gillhög (Barsebäck 12:1)                  | Stenkammargrav |              | Barsebäck, Skåne    |       | 55.762571, 12.946275 | 10118300120001 | Ladda upp en till bild av detta fornminne |
| Skäggahög (Barsebäck 13:1)                | Hög            |              | Barsebäck, Skåne    |       | 55.771867, 12.930038 | 10118300130001 | Ladda upp en till bild av detta fornminne |
| Stångbacken (Barsebäck 17:1)              | Hög            |              | Barsebäck, Skåne    |       | 55.752067, 12.906645 | 10118300170001 | Ladda upp en bild av detta fornminne      |
| Tremannahögarna (Barsebäck 18:1)          | Hög            |              | Barsebäck, Skåne    |       | 55.763941, 12.913744 | 10118300180001 | Ladda upp en till bild av detta fornminne |
| Tremannahögarna (Barsebäck 18:2)          | Hög            |              | Barsebäck, Skåne    |       | 55.763773, 12.913501 | 10118300180002 | Ladda upp en bild av detta fornminne      |
| Tremannahögarna (Barsebäck 18:3)          | Hällristning   |              | Barsebäck, Skåne    |       | 55.763774, 12.913499 | 10118300180003 | Ladda upp en till bild av detta fornminne |
| Barsebäck 19:1                            | Hög            |              | Barsebäck, Skåne    |       | 55.763022, 12.912506 | 10118300190001 | Ladda upp en till bild av detta fornminne |
| Barsebäck 20:1                            | Hög            |              | Barsebäck, Skåne    |       | 55.750591, 12.941768 | 10118300200001 | Ladda upp en till bild av detta fornminne |
| Barsebäck 21:1                            | Hög            |              | Barsebäck, Skåne    |       | 55.749811, 12.939182 | 10118300210001 | Ladda upp en till bild av detta fornminne |
| Barsebäck 21:2                            | Hög            |              | Barsebäck, Skåne    |       | 55.749985, 12.939726 | 10118300210002 | Ladda upp en till bild av detta fornminne |
| Barsebäck 27:1                            | Hög            |              | Barsebäck, Skåne    |       | 55.763552, 12.978535 | 10118300270001 | Ladda upp en bild av detta fornminne      |
| Barsebäck 29:1                            | Hög            |              | Barsebäck, Skåne    |       | 55.752531, 12.952343 | 10118300290001 | Ladda upp en bild av detta fornminne      |
| Barsebäck 29:2                            | Hög            |              | Barsebäck, Skåne    |       | 55.752384, 12.951446 | 10118300290002 | Ladda upp en bild av detta fornminne      |
| Barsebäck 31:1                            | Hög            |              | Barsebäck, Skåne    |       | 55.754021, 12.952575 | 10118300310001 | Ladda upp en bild av detta fornminne      |
| Ljunghög (Barsebäck 33:1)                 | Hög            |              | Barsebäck, Skåne    |       | 55.749329, 12.928945 | 10118300330001 | Ladda upp en bild av detta fornminne      |
| Röhög (Barsebäck 54:2)                    | Hög            |              | Barsebäck, Skåne    |       | 55.764587, 12.930247 | 10118300540002 | Ladda upp en bild av detta fornminne      |
| Nore höj (Barsebäck 97:1)                 | Hög            |              | Barsebäck, Skåne    |       | 55.769276, 12.920714 | 10118300970001 | Ladda upp en till bild av detta fornminne |
| Barsebäck 103:2                           | Hög            |              | Barsebäck, Skåne    |       | 55.777145, 12.985635 | 10118301030002 | Ladda upp en bild av detta fornminne      |
| Barsebäck 106:1                           | Fästning/skans |              | Barsebäck, Skåne    |       | 55.768323, 12.920772 | 10118301060001 | Ladda upp en till bild av detta fornminne |
| Barsebäck 107:1                           | Fästning/skans |              | Barsebäck, Skåne    |       | 55.763482, 12.911494 | 10118301070001 | Ladda upp en till bild av detta fornminne |

## Dagstorp
| Namn                                   | Lämningstyp             | Tillkomsttid | Historisk indelning | Plats | Läge                 | ID-nr          | Bild                                 |
| -------------------------------------- | ----------------------- | ------------ | ------------------- | ----- | -------------------- | -------------- | ------------------------------------ |
| Dagstorp 1:1                           | Hög                     |              | Dagstorp, Skåne     |       | 55.827097, 13.044938 | 10120800010001 | Ladda upp en bild av detta fornminne |
| Harald Hildetands grav (Dagstorp 2:1)  | Stenkammargrav          |              | Dagstorp, Skåne     |       | 55.823952, 13.048498 | 10120800020001 | Ladda upp en bild av detta fornminne |
| Dagstorp 2:2                           | Hällristning            |              | Dagstorp, Skåne     |       | 55.823952, 13.048498 | 10120800020002 | Ladda upp en bild av detta fornminne |
| Dagstorp 2:3                           | Hällristning            |              | Dagstorp, Skåne     |       | 55.823951, 13.048499 | 10120800020003 | Ladda upp en bild av detta fornminne |
| Dagstorp 2:4                           | Hällristning            |              | Dagstorp, Skåne     |       | 55.823952, 13.048499 | 10120800020004 | Ladda upp en bild av detta fornminne |
| Dagstorp 2:5                           | Hällristning            |              | Dagstorp, Skåne     |       | 55.823953, 13.048501 | 10120800020005 | Ladda upp en bild av detta fornminne |
| Dagstorp 2:6                           | Hällristning            |              | Dagstorp, Skåne     |       | 55.823952, 13.048499 | 10120800020006 | Ladda upp en bild av detta fornminne |
| Dane hög/Kung Danes hög (Dagstorp 3:1) | Hög                     |              | Dagstorp, Skåne     |       | 55.826996, 13.057066 | 10120800030001 | Ladda upp en bild av detta fornminne |
| Dagstorp 4:1                           | Hög                     |              | Dagstorp, Skåne     |       | 55.827127, 13.049946 | 10120800040001 | Ladda upp en bild av detta fornminne |
| Dagstorp 11:1                          | Grav- och boplatsområde |              | Dagstorp, Skåne     |       | 55.823144, 13.038439 | 10120800110001 | Ladda upp en bild av detta fornminne |
| Dagstorp 16:1                          | Grav- och boplatsområde |              | Dagstorp, Skåne     |       | 55.819770, 13.062823 | 10120800160001 | Ladda upp en bild av detta fornminne |
| Dagstorp 21:2                          | Hög                     |              | Dagstorp, Skåne     |       | 55.834609, 13.068790 | 10120800210002 | Ladda upp en bild av detta fornminne |
| Dagstorp 21:3                          | Hög                     |              | Dagstorp, Skåne     |       | 55.834725, 13.069262 | 10120800210003 | Ladda upp en bild av detta fornminne |
| Dagstorp 21:4                          | Hög                     |              | Dagstorp, Skåne     |       | 55.834952, 13.069426 | 10120800210004 | Ladda upp en bild av detta fornminne |
| Dagstorp 23:1                          | Stenkammargrav          |              | Dagstorp, Skåne     |       | 55.831712, 13.063462 | 10120800230001 | Ladda upp en bild av detta fornminne |
| Bålbacken (Dagstorp 28:1)              | Hög                     |              | Dagstorp, Skåne     |       | 55.830053, 13.063797 | 10120800280001 | Ladda upp en bild av detta fornminne |
| Bålbacken (Dagstorp 28:2)              | Hög                     |              | Dagstorp, Skåne     |       | 55.829778, 13.062934 | 10120800280002 | Ladda upp en bild av detta fornminne |
| Dagstorp 29:1                          | Hög                     |              | Dagstorp, Skåne     |       | 55.826999, 13.055231 | 10120800290001 | Ladda upp en bild av detta fornminne |
| Dagstorp 36:1                          | Hög                     |              | Dagstorp, Skåne     |       | 55.836372, 13.074887 | 10120800360001 | Ladda upp en bild av detta fornminne |
| Dagstorp 36:2                          | Hög                     |              | Dagstorp, Skåne     |       | 55.835703, 13.074635 | 10120800360002 | Ladda upp en bild av detta fornminne |
| Dagstorp 36:3                          | Hög                     |              | Dagstorp, Skåne     |       | 55.835574, 13.073876 | 10120800360003 | Ladda upp en bild av detta fornminne |

## Hofterup
| Namn                                       | Lämningstyp    | Tillkomsttid | Historisk indelning | Plats | Läge                 | ID-nr          | Bild                                      |
| ------------------------------------------ | -------------- | ------------ | ------------------- | ----- | -------------------- | -------------- | ----------------------------------------- |
| Hofterup 1:1                               | Stenkammargrav |              | Hofterup, Skåne     |       | 55.786456, 12.990295 | 10125400010001 | Ladda upp en till bild av detta fornminne |
| Hofterup 1:2                               | Hällristning   |              | Hofterup, Skåne     |       | 55.786458, 12.990296 | 10125400010002 | Ladda upp en bild av detta fornminne      |
| Hofterup 1:3                               | Hällristning   |              | Hofterup, Skåne     |       | 55.786458, 12.990294 | 10125400010003 | Ladda upp en bild av detta fornminne      |
| Hofterup 1:4                               | Hällristning   |              | Hofterup, Skåne     |       | 55.786458, 12.990296 | 10125400010004 | Ladda upp en bild av detta fornminne      |
| Röhögarna (Hofterup 3:1)                   | Hög            |              | Hofterup, Skåne     |       | 55.783306, 12.997050 | 10125400030001 | Ladda upp en bild av detta fornminne      |
| Spitshög (Hofterup 37:1)                   | Hög            |              | Hofterup, Skåne     |       | 55.795164, 12.947808 | 10125400370001 | Ladda upp en bild av detta fornminne      |
| Hofterup 41:1                              | Hög            |              | Hofterup, Skåne     |       | 55.786508, 12.982354 | 10125400410001 | Ladda upp en bild av detta fornminne      |
| Manhögarna (m nr3 & 103) (Barsebäck 101:1) | Hög            |              | Hofterup, Skåne     |       | 55.777757, 12.979888 | 10118301010001 | Ladda upp en bild av detta fornminne      |

## Hög
| Namn                | Lämningstyp    | Tillkomsttid | Historisk indelning | Plats | Läge                 | ID-nr          | Bild                                      |
| ------------------- | -------------- | ------------ | ------------------- | ----- | -------------------- | -------------- | ----------------------------------------- |
| Klövhög (Hög 1:1)   | Hög            |              | Hög, Skåne          |       | 55.780962, 13.071450 | 10126500010001 | Ladda upp en bild av detta fornminne      |
| Ljunghög (Hög 2:1)  | Stenkammargrav |              | Hög, Skåne          |       | 55.778656, 13.070265 | 10126500020001 | Ladda upp en till bild av detta fornminne |
| Lomhög (Hög 4:1)    | Hög            |              | Hög, Skåne          |       | 55.772587, 13.037639 | 10126500040001 | Ladda upp en bild av detta fornminne      |
| Hög 8:1             | Hög            |              | Hög, Skåne          |       | 55.777920, 13.037529 | 10126500080001 | Ladda upp en bild av detta fornminne      |
| Hög 17:1            | Hällristning   |              | Hög, Skåne          |       | 55.788894, 13.070173 | 10126500170001 | Ladda upp en bild av detta fornminne      |
| Hundshög (Hög 19:1) | Hög            |              | Hög, Skåne          |       | 55.772076, 13.045574 | 10126500190001 | Ladda upp en bild av detta fornminne      |

## Kävlinge
| Namn                     | Lämningstyp             | Tillkomsttid | Historisk indelning | Plats | Läge                 | ID-nr          | Bild                                 |
| ------------------------ | ----------------------- | ------------ | ------------------- | ----- | -------------------- | -------------- | ------------------------------------ |
| Stenhögen (Kävlinge 1:1) | Stenkammargrav          |              | Kävlinge, Skåne     |       | 55.804995, 13.077833 | 10128900010001 | Ladda upp en bild av detta fornminne |
| Kävlinge 4:1             | Hög                     |              | Kävlinge, Skåne     |       | 55.798638, 13.084620 | 10128900040001 | Ladda upp en bild av detta fornminne |
| Kanterhög (Kävlinge 9:1) | Hög                     |              | Kävlinge, Skåne     |       | 55.797185, 13.098695 | 10128900090001 | Ladda upp en bild av detta fornminne |
| Kävlinge 11:1            | Hög                     |              | Kävlinge, Skåne     |       | 55.791873, 13.095454 | 10128900110001 | Ladda upp en bild av detta fornminne |
| Kävlinge 13:1            | Hällristning            |              | Kävlinge, Skåne     |       | 55.791232, 13.074029 | 10128900130001 | Ladda upp en bild av detta fornminne |
| Kävlinge 17:1            | Hög                     |              | Kävlinge, Skåne     |       | 55.800600, 13.090265 | 10128900170001 | Ladda upp en bild av detta fornminne |
| Kävlinge 36:1            | Grav- och boplatsområde |              | Kävlinge, Skåne     |       | 55.800714, 13.114013 | 10128900360001 | Ladda upp en bild av detta fornminne |

## Lackalänga
| Namn                        | Lämningstyp    | Tillkomsttid | Historisk indelning | Plats | Läge                 | ID-nr          | Bild                                      |
| --------------------------- | -------------- | ------------ | ------------------- | ----- | -------------------- | -------------- | ----------------------------------------- |
| Råckhög (Lackalänga 1:1)    | Hög            |              | Lackalänga, Skåne   |       | 55.775340, 13.102807 | 10129000010001 | Ladda upp en till bild av detta fornminne |
| Lackalänga 2:1              | Hög            |              | Lackalänga, Skåne   |       | 55.775922, 13.088915 | 10129000020001 | Ladda upp en bild av detta fornminne      |
| Lackalänga 2:2              | Hög            |              | Lackalänga, Skåne   |       | 55.775693, 13.089108 | 10129000020002 | Ladda upp en bild av detta fornminne      |
| Byshög (Lackalänga 3:1)     | Hög            |              | Lackalänga, Skåne   |       | 55.772057, 13.095231 | 10129000030001 | Ladda upp en bild av detta fornminne      |
| Lackalänga 4:1              | Hög            |              | Lackalänga, Skåne   |       | 55.781334, 13.088713 | 10129000040001 | Ladda upp en bild av detta fornminne      |
| Silvas hög (Lackalänga 5:1) | Hög            |              | Lackalänga, Skåne   |       | 55.782222, 13.086781 | 10129000050001 | Ladda upp en bild av detta fornminne      |
| Silvas hög (Lackalänga 5:2) | Hög            |              | Lackalänga, Skåne   |       | 55.782041, 13.086348 | 10129000050002 | Ladda upp en bild av detta fornminne      |
| Silvas hög (Lackalänga 5:3) | Stensättning   |              | Lackalänga, Skåne   |       | 55.781929, 13.086548 | 10129000050003 | Ladda upp en bild av detta fornminne      |
| Lackalänga 6:1              | Hög            |              | Lackalänga, Skåne   |       | 55.783738, 13.113701 | 10129000060001 | Ladda upp en till bild av detta fornminne |
| Lackalänga 7:1              | Hög            |              | Lackalänga, Skåne   |       | 55.783122, 13.115083 | 10129000070001 | Ladda upp en bild av detta fornminne      |
| Lackalänga 8:1              | Hög            |              | Lackalänga, Skåne   |       | 55.785110, 13.112565 | 10129000080001 | Ladda upp en bild av detta fornminne      |
| Lackalänga 9:1              | Hög            |              | Lackalänga, Skåne   |       | 55.783904, 13.123669 | 10129000090001 | Ladda upp en till bild av detta fornminne |
| Lackalänga 10:1             | Hög            |              | Lackalänga, Skåne   |       | 55.785514, 13.122171 | 10129000100001 | Ladda upp en till bild av detta fornminne |
| Lackalänga 11:1             | Hög            |              | Lackalänga, Skåne   |       | 55.787095, 13.125825 | 10129000110001 | Ladda upp en till bild av detta fornminne |
| Klyfthög (Lackalänga 12:1)  | Hög            |              | Lackalänga, Skåne   |       | 55.761446, 13.116543 | 10129000120001 | Ladda upp en till bild av detta fornminne |
| Kalkhög (Lackalänga 13:1)   | Hög            |              | Lackalänga, Skåne   |       | 55.761772, 13.119818 | 10129000130001 | Ladda upp en till bild av detta fornminne |
| Stenhög (Lackalänga 14:1)   | Stenkammargrav |              | Lackalänga, Skåne   |       | 55.761594, 13.124016 | 10129000140001 | Ladda upp en till bild av detta fornminne |
| Ormhög (Lackalänga 15:1)    | Hög            |              | Lackalänga, Skåne   |       | 55.761341, 13.133204 | 10129000150001 | Ladda upp en bild av detta fornminne      |
| Ormhög (Lackalänga 15:2)    | Hög            |              | Lackalänga, Skåne   |       | 55.761599, 13.133030 | 10129000150002 | Ladda upp en bild av detta fornminne      |
| Lackalänga 16:1             | Hög            |              | Lackalänga, Skåne   |       | 55.781917, 13.112770 | 10129000160001 | Ladda upp en bild av detta fornminne      |
| Lackalänga 22:1             | Stensättning   |              | Lackalänga, Skåne   |       | 55.784156, 13.094447 | 10129000220001 | Ladda upp en bild av detta fornminne      |
| Lackalänga 23:1             | Hög            |              | Lackalänga, Skåne   |       | 55.779302, 13.095450 | 10129000230001 | Ladda upp en bild av detta fornminne      |
| Lackalänga 24:1             | Stensättning   |              | Lackalänga, Skåne   |       | 55.778168, 13.093862 | 10129000240001 | Ladda upp en bild av detta fornminne      |

## Lilla Harrie
| Namn                             | Lämningstyp  | Tillkomsttid | Historisk indelning | Plats | Läge                 | ID-nr          | Bild                                 |
| -------------------------------- | ------------ | ------------ | ------------------- | ----- | -------------------- | -------------- | ------------------------------------ |
| Kämpestenarna (Lilla Harrie 2:1) | Hällristning |              | Lilla Harrie, Skåne |       | 55.791880, 13.208376 | 10129300020001 | Ladda upp en bild av detta fornminne |
| Kämpestenarna (Lilla Harrie 2:2) | Hällristning |              | Lilla Harrie, Skåne |       | 55.791895, 13.208215 | 10129300020002 | Ladda upp en bild av detta fornminne |

## Löddeköpinge
| Namn                               | Lämningstyp      | Tillkomsttid | Historisk indelning | Plats | Läge                 | ID-nr          | Bild                                      |
| ---------------------------------- | ---------------- | ------------ | ------------------- | ----- | -------------------- | -------------- | ----------------------------------------- |
| Vikhögarna (Löddeköpinge 1:1)      | Hög              |              | Löddeköpinge, Skåne |       | 55.729654, 12.955921 | 10130200010001 | Ladda upp en till bild av detta fornminne |
| Vikhögarna (Löddeköpinge 1:2)      | Hög              |              | Löddeköpinge, Skåne |       | 55.729938, 12.956499 | 10130200010002 | Ladda upp en till bild av detta fornminne |
| Ula högen (Löddeköpinge 2:1)       | Hög              |              | Löddeköpinge, Skåne |       | 55.746736, 12.965026 | 10130200020001 | Ladda upp en till bild av detta fornminne |
| Truls hög (nr1) (Löddeköpinge 6:1) | Hög              |              | Löddeköpinge, Skåne |       | 55.755409, 13.010004 | 10130200060001 | Ladda upp en till bild av detta fornminne |
| Truls hög (nr1) (Löddeköpinge 6:2) | Hög              |              | Löddeköpinge, Skåne |       | 55.755892, 13.009567 | 10130200060002 | Ladda upp en bild av detta fornminne      |
| Salthög (nr1) (Löddeköpinge 11:1)  | Hög              |              | Löddeköpinge, Skåne |       | 55.752377, 12.958913 | 10130200110001 | Ladda upp en bild av detta fornminne      |
| Salthög (nr1) (Löddeköpinge 11:2)  | Hög              |              | Löddeköpinge, Skåne |       | 55.752471, 12.959340 | 10130200110002 | Ladda upp en bild av detta fornminne      |
| Salthög (nr1) (Löddeköpinge 11:3)  | Hög              |              | Löddeköpinge, Skåne |       | 55.752650, 12.959311 | 10130200110003 | Ladda upp en bild av detta fornminne      |
| Salthög (nr1) (Löddeköpinge 11:4)  | Hög              |              | Löddeköpinge, Skåne |       | 55.751891, 12.958714 | 10130200110004 | Ladda upp en bild av detta fornminne      |
| Salthög (nr1) (Löddeköpinge 11:5)  | Hög              |              | Löddeköpinge, Skåne |       | 55.751622, 12.958383 | 10130200110005 | Ladda upp en bild av detta fornminne      |
| Salthög (nr1) (Löddeköpinge 11:6)  | Hög              |              | Löddeköpinge, Skåne |       | 55.751339, 12.957307 | 10130200110006 | Ladda upp en bild av detta fornminne      |
| Löddeköpinge 12:1                  | Hög              |              | Löddeköpinge, Skåne |       | 55.736102, 12.972358 | 10130200120001 | Ladda upp en bild av detta fornminne      |
| Löddeköpinge 15:1                  | Hög              |              | Löddeköpinge, Skåne |       | 55.737879, 12.968072 | 10130200150001 | Ladda upp en bild av detta fornminne      |
| Löddeköpinge 15:2                  | Hög              |              | Löddeköpinge, Skåne |       | 55.737198, 12.967804 | 10130200150002 | Ladda upp en bild av detta fornminne      |
| Löddeköpinge 16:1                  | Hällristning     |              | Löddeköpinge, Skåne |       | 55.735812, 12.970373 | 10130200160001 | Ladda upp en bild av detta fornminne      |
| Löddeköpinge 16:2                  | Hällristning     |              | Löddeköpinge, Skåne |       | 55.735812, 12.970373 | 10130200160002 | Ladda upp en bild av detta fornminne      |
| Löddeköpinge 16:3                  | Hällristning     |              | Löddeköpinge, Skåne |       | 55.735812, 12.970373 | 10130200160003 | Ladda upp en bild av detta fornminne      |
| Bonnhögarna (Löddeköpinge 17:1)    | Hög              |              | Löddeköpinge, Skåne |       | 55.732781, 12.962206 | 10130200170001 | Ladda upp en bild av detta fornminne      |
| Bonnhögarna (Löddeköpinge 17:2)    | Hög              |              | Löddeköpinge, Skåne |       | 55.733381, 12.963026 | 10130200170002 | Ladda upp en bild av detta fornminne      |
| Bonnhögarna (Löddeköpinge 17:3)    | Hög              |              | Löddeköpinge, Skåne |       | 55.733533, 12.963628 | 10130200170003 | Ladda upp en bild av detta fornminne      |
| Bonnhögarna (Löddeköpinge 17:4)    | Hög              |              | Löddeköpinge, Skåne |       | 55.733802, 12.964742 | 10130200170004 | Ladda upp en bild av detta fornminne      |
| Bonnhögarna (Löddeköpinge 17:5)    | Hög              |              | Löddeköpinge, Skåne |       | 55.734127, 12.965179 | 10130200170005 | Ladda upp en bild av detta fornminne      |
| Altarkullen (Löddeköpinge 24:1)    | Hög              |              | Löddeköpinge, Skåne |       | 55.740890, 12.968238 | 10130200240001 | Ladda upp en bild av detta fornminne      |
| Altarkullen (Löddeköpinge 24:2)    | Hög              |              | Löddeköpinge, Skåne |       | 55.740536, 12.968355 | 10130200240002 | Ladda upp en bild av detta fornminne      |
| Löddeköpinge 54:1                  | Stensättning     |              | Löddeköpinge, Skåne |       | 55.757302, 12.979468 | 10130200540001 | Ladda upp en bild av detta fornminne      |
| Löddeköpinge 54:2                  | Stensättning     |              | Löddeköpinge, Skåne |       | 55.757357, 12.978716 | 10130200540002 | Ladda upp en bild av detta fornminne      |
| Löddeköpinge 61:1                  | Hög              |              | Löddeköpinge, Skåne |       | 55.737802, 12.965491 | 10130200610001 | Ladda upp en bild av detta fornminne      |
| Löddeköpinge 62:1                  | Hög              |              | Löddeköpinge, Skåne |       | 55.732037, 12.958974 | 10130200620001 | Ladda upp en bild av detta fornminne      |
| Kumle hög (Löddeköpinge 67:1)      | Hög              |              | Löddeköpinge, Skåne |       | 55.759092, 12.980419 | 10130200670001 | Ladda upp en bild av detta fornminne      |
| Löddeköpinge 70:1                  | Begravningsplats |              | Löddeköpinge, Skåne |       | 55.759352, 13.025250 | 10130200700001 | Ladda upp en bild av detta fornminne      |
| Lilleborg (Löddeköpinge 72:1)      | Borg             |              | Löddeköpinge, Skåne |       | 55.753326, 13.035546 | 10130200720001 | Ladda upp en bild av detta fornminne      |
| Löddeköpinge 76:1                  | Hällristning     |              | Löddeköpinge, Skåne |       | 55.758079, 12.979916 | 10130200760001 | Ladda upp en bild av detta fornminne      |

## Stora Harrie
| Namn                                           | Lämningstyp    | Tillkomsttid | Historisk indelning | Plats              | Läge                 | ID-nr          | Bild                                      |
| ---------------------------------------------- | -------------- | ------------ | ------------------- | ------------------ | -------------------- | -------------- | ----------------------------------------- |
| Stora Harrie 1:1                               | Stenkammargrav |              | Stora Harrie, Skåne |                    | 55.798005, 13.167993 | 10135000010001 | Ladda upp en bild av detta fornminne      |
| Stora Harriestenen / DR 324 (Stora Harrie 2:1) | Runristning    |              | Stora Harrie, Skåne | Stora Harrie kyrka | 55.805058, 13.153889 | 10135000020001 | Ladda upp en bild av detta fornminne      |
| Tåste hög (Stora Harrie 3:1)                   | Hög            |              | Stora Harrie, Skåne |                    | 55.806732, 13.134368 | 10135000030001 | Ladda upp en till bild av detta fornminne |
| Stora Harrie 7:1                               | Stenkammargrav |              | Stora Harrie, Skåne |                    | 55.814119, 13.137785 | 10135000070001 | Ladda upp en till bild av detta fornminne |
| Stora Harrie 34:1                              | Hög            |              | Stora Harrie, Skåne |                    | 55.792582, 13.135222 | 10135000340001 | Ladda upp en bild av detta fornminne      |

## Stävie
| Namn        | Lämningstyp             | Tillkomsttid | Historisk indelning | Plats | Läge                 | ID-nr          | Bild                                 |
| ----------- | ----------------------- | ------------ | ------------------- | ----- | -------------------- | -------------- | ------------------------------------ |
| Stävie 5:1  | Grav- och boplatsområde |              | Stävie, Skåne       |       | 55.767362, 13.062284 | 10135600050001 | Ladda upp en bild av detta fornminne |
| Stävie 34:1 | Hög                     |              | Stävie, Skåne       |       | 55.753999, 13.106101 | 10135600340001 | Ladda upp en bild av detta fornminne |

## Södervidinge
| Namn                                   | Lämningstyp    | Tillkomsttid | Historisk indelning | Plats | Läge                 | ID-nr          | Bild                                      |
| -------------------------------------- | -------------- | ------------ | ------------------- | ----- | -------------------- | -------------- | ----------------------------------------- |
| Påskhög (Södervidinge 1:1)             | Hög            |              | Södervidinge, Skåne |       | 55.837747, 13.078265 | 10136300010001 | Ladda upp en bild av detta fornminne      |
| Södervidinge 2:1                       | Hög            |              | Södervidinge, Skåne |       | 55.820801, 13.084860 | 10136300020001 | Ladda upp en bild av detta fornminne      |
| Södervidinge 4:1                       | Hög            |              | Södervidinge, Skåne |       | 55.821039, 13.086746 | 10136300040001 | Ladda upp en bild av detta fornminne      |
| Vikhög (Södervidinge 5:1)              | Hög            |              | Södervidinge, Skåne |       | 55.820274, 13.089813 | 10136300050001 | Ladda upp en bild av detta fornminne      |
| Södervidinge 6:1                       | Hög            |              | Södervidinge, Skåne |       | 55.819807, 13.091053 | 10136300060001 | Ladda upp en till bild av detta fornminne |
| Södervidinge 7:1                       | Hög            |              | Södervidinge, Skåne |       | 55.820698, 13.088407 | 10136300070001 | Ladda upp en bild av detta fornminne      |
| Södervidinge 9:1                       | Hög            |              | Södervidinge, Skåne |       | 55.826449, 13.089638 | 10136300090001 | Ladda upp en bild av detta fornminne      |
| Hanahög (Södervidinge 10:1)            | Hög            |              | Södervidinge, Skåne |       | 55.828128, 13.089103 | 10136300100001 | Ladda upp en bild av detta fornminne      |
| Södervidinge 11:2                      | Hällristning   |              | Södervidinge, Skåne |       | 55.826738, 13.088602 | 10136300110002 | Ladda upp en bild av detta fornminne      |
| Solbacken (Södervidinge 12:1)          | Hög            |              | Södervidinge, Skåne |       | 55.821198, 13.099853 | 10136300120001 | Ladda upp en till bild av detta fornminne |
| Bång hög (Banhög). (Södervidinge 13:1) | Hög            |              | Södervidinge, Skåne |       | 55.818177, 13.095259 | 10136300130001 | Ladda upp en till bild av detta fornminne |
| Södervidinge 16:1                      | Hög            |              | Södervidinge, Skåne |       | 55.821491, 13.095636 | 10136300160001 | Ladda upp en till bild av detta fornminne |
| Södervidinge 32:1                      | Hög            |              | Södervidinge, Skåne |       | 55.831393, 13.073917 | 10136300320001 | Ladda upp en bild av detta fornminne      |
| Spånhög (Södervidinge 35:1)            | Hög            |              | Södervidinge, Skåne |       | 55.828291, 13.093684 | 10136300350001 | Ladda upp en bild av detta fornminne      |
| Södervidinge 38:1                      | Hög            |              | Södervidinge, Skåne |       | 55.836052, 13.079978 | 10136300380001 | Ladda upp en bild av detta fornminne      |
| Södervidinge 38:2                      | Hög            |              | Södervidinge, Skåne |       | 55.836227, 13.079698 | 10136300380002 | Ladda upp en bild av detta fornminne      |
| Södervidinge 39:1                      | Hög            |              | Södervidinge, Skåne |       | 55.836919, 13.079135 | 10136300390001 | Ladda upp en bild av detta fornminne      |
| Välaholm (Stora Harrie 8:1)            | Stenkammargrav |              | Södervidinge, Skåne |       | 55.815400, 13.137616 | 10135000080001 | Ladda upp en till bild av detta fornminne |
| Galgbacken (Stora Harrie 9:1)          | Stenkammargrav |              | Södervidinge, Skåne |       | 55.815926, 13.136144 | 10135000090001 | Ladda upp en till bild av detta fornminne |

## Virke
| Namn                | Lämningstyp | Tillkomsttid | Historisk indelning | Plats | Läge                 | ID-nr          | Bild                                 |
| ------------------- | ----------- | ------------ | ------------------- | ----- | -------------------- | -------------- | ------------------------------------ |
| Katthög (Virke 1:1) | Hög         |              | Virke, Skåne        |       | 55.833528, 13.170012 | 10139400010001 | Ladda upp en bild av detta fornminne |
| Virke 9:1           | Hög         |              | Virke, Skåne        |       | 55.828667, 13.177040 | 10139400090001 | Ladda upp en bild av detta fornminne |

## Västra Karaby
| Namn                                              | Lämningstyp             | Tillkomsttid | Historisk indelning  | Plats | Läge                 | ID-nr          | Bild                                      |
| ------------------------------------------------- | ----------------------- | ------------ | -------------------- | ----- | -------------------- | -------------- | ----------------------------------------- |
| Klyfthög (Västra Karaby 1:1)                      | Hög                     |              | Västra Karaby, Skåne |       | 55.809485, 13.061389 | 10140400010001 | Ladda upp en till bild av detta fornminne |
| Västra Karaby 2:1                                 | Hög                     |              | Västra Karaby, Skåne |       | 55.808987, 13.062969 | 10140400020001 | Ladda upp en till bild av detta fornminne |
| Västra Karaby 3:1                                 | Hög                     |              | Västra Karaby, Skåne |       | 55.815628, 13.038596 | 10140400030001 | Ladda upp en bild av detta fornminne      |
| Västra Karaby 3:3                                 | Hög                     |              | Västra Karaby, Skåne |       | 55.815655, 13.039618 | 10140400030003 | Ladda upp en bild av detta fornminne      |
| Västra Karaby 4:1                                 | Hög                     |              | Västra Karaby, Skåne |       | 55.815095, 13.040708 | 10140400040001 | Ladda upp en till bild av detta fornminne |
| Västra Karaby 4:2                                 | Hög                     |              | Västra Karaby, Skåne |       | 55.815172, 13.040311 | 10140400040002 | Ladda upp en bild av detta fornminne      |
| Västra Karaby 5:1                                 | Hög                     |              | Västra Karaby, Skåne |       | 55.814030, 13.042381 | 10140400050001 | Ladda upp en till bild av detta fornminne |
| Västra Karaby 6:1                                 | Hög                     |              | Västra Karaby, Skåne |       | 55.813624, 13.041207 | 10140400060001 | Ladda upp en bild av detta fornminne      |
| Västra Karaby 6:2                                 | Hög                     |              | Västra Karaby, Skåne |       | 55.813450, 13.040681 | 10140400060002 | Ladda upp en bild av detta fornminne      |
| Ramshög (Ramnshög) (Västra Karaby 8:1)            | Hög                     |              | Västra Karaby, Skåne |       | 55.819610, 13.030791 | 10140400080001 | Ladda upp en till bild av detta fornminne |
| Västra Karabystenen / DR 321 (Västra Karaby 10:1) | Runristning             |              | Västra Karaby, Skåne |       | 55.822277, 12.999781 | 10140400100001 | Ladda upp en till bild av detta fornminne |
| Västra Karaby 10:2                                | Kyrka/kapell            |              | Västra Karaby, Skåne |       | 55.822404, 12.999611 | 10140400100002 | Ladda upp en bild av detta fornminne      |
| Västra Karaby 10:3                                | Begravningsplats        |              | Västra Karaby, Skåne |       | 55.822378, 12.999652 | 10140400100003 | Ladda upp en bild av detta fornminne      |
| Kämparhögen (Västra Karaby 11:1)                  | Hög                     |              | Västra Karaby, Skåne |       | 55.819227, 12.987666 | 10140400110001 | Ladda upp en bild av detta fornminne      |
| Karaby backar + Vashög (Västra Karaby 25:1)       | Hög                     |              | Västra Karaby, Skåne |       | 55.810706, 13.037643 | 10140400250001 | Ladda upp en till bild av detta fornminne |
| Karaby backar + Vashög (Västra Karaby 25:2)       | Hög                     |              | Västra Karaby, Skåne |       | 55.810831, 13.038121 | 10140400250002 | Ladda upp en till bild av detta fornminne |
| Karaby backar + Vashög (Västra Karaby 25:3)       | Hög                     |              | Västra Karaby, Skåne |       | 55.810952, 13.038818 | 10140400250003 | Ladda upp en till bild av detta fornminne |
| Karaby backar + Vashög (Västra Karaby 25:6)       | Hög                     |              | Västra Karaby, Skåne |       | 55.811656, 13.039468 | 10140400250006 | Ladda upp en till bild av detta fornminne |
| Karaby backar + Vashög (Västra Karaby 25:8)       | Hög                     |              | Västra Karaby, Skåne |       | 55.811968, 13.041056 | 10140400250008 | Ladda upp en till bild av detta fornminne |
| Västra Karaby 27:1                                | Hög                     |              | Västra Karaby, Skåne |       | 55.822226, 13.031991 | 10140400270001 | Ladda upp en bild av detta fornminne      |
| Röhögarna (Västra Karaby 29:1)                    | Hög                     |              | Västra Karaby, Skåne |       | 55.783696, 12.997657 | 10140400290001 | Ladda upp en bild av detta fornminne      |
| Västra Karaby 34:1                                | Hög                     |              | Västra Karaby, Skåne |       | 55.807950, 13.046788 | 10140400340001 | Ladda upp en bild av detta fornminne      |
| Västra Karaby 63:1                                | Hällristning            |              | Västra Karaby, Skåne |       | 55.796399, 13.028664 | 10140400630001 | Ladda upp en bild av detta fornminne      |
| Västra Karaby 68:2                                | Hällristning            |              | Västra Karaby, Skåne |       | 55.798111, 13.049317 | 10140400680002 | Ladda upp en bild av detta fornminne      |
| Västra Karaby 68:3                                | Hällristning            |              | Västra Karaby, Skåne |       | 55.798157, 13.049299 | 10140400680003 | Ladda upp en bild av detta fornminne      |
| Västra Karaby 71:1                                | Hällristning            |              | Västra Karaby, Skåne |       | 55.798927, 13.042115 | 10140400710001 | Ladda upp en bild av detta fornminne      |
| Såhög (Västra Karaby 80:1)                        | Hög                     |              | Västra Karaby, Skåne |       | 55.794374, 13.053448 | 10140400800001 | Ladda upp en bild av detta fornminne      |
| Västra Karaby 101:1                               | Grav- och boplatsområde |              | Västra Karaby, Skåne |       | 55.819732, 13.037898 | 10140401010001 | Ladda upp en bild av detta fornminne      |
| Västra Karaby 107:1                               | Hög                     |              | Västra Karaby, Skåne |       | 55.820394, 12.982238 | 10140401070001 | Ladda upp en bild av detta fornminne      |
| Västra Karaby 107:2                               | Hög                     |              | Västra Karaby, Skåne |       | 55.820081, 12.982815 | 10140401070002 | Ladda upp en bild av detta fornminne      |
| Västra Karaby 107:3                               | Hög                     |              | Västra Karaby, Skåne |       | 55.820470, 12.982999 | 10140401070003 | Ladda upp en bild av detta fornminne      |
| Västra Karaby 107:4                               | Hög                     |              | Västra Karaby, Skåne |       | 55.820307, 12.981430 | 10140401070004 | Ladda upp en bild av detta fornminne      |
| Västra Karaby 132                                 | Fästning/skans          |              | Västra Karaby, Skåne |       | 55.823334, 13.030871 | 12000000078797 | Ladda upp en bild av detta fornminne      |